# روابط ایران و کرواسی
روابط کروات‌ها با ایرانیان به روابط دو جانبه خارجی بین دو کشور ایران و کرواسی برمیگردد.

## تاریخچه
هر دو کشور روابط دیپلماتیک خود را در ۱۸ آوریل ۱۹۹۲ آغاز کردند، زمانی که ایران به عنوان هفتمین کشور در جهان، اولین در آسیا و اولین کشور مسلمان، کشور تازه استقلال یافته کرواسی را به رسمیت شناخت.
کرواسی در تهران سفارت دارد در حالی که ایران یک سفارت و یک رایزن فرهنگی در زاگرب دارد. روابط بین دو کشور خوب و دوستانه توصیف می‌شود.

## تئوری پیدایش کروات‌ها
یکی از تئوری‌های پرطرفدار دربارهٔ منشأ و ریشه کروات‌ها این است که کروات‌های باستانی از جلگه اروپای شرقی ایرانیان یا ایران بزرگ به اروپا وارد شدند. این نظریه از اواخر قرن ۱۸ در حال گسترش بوده و بعد از استقلال کرواسی در سال ۱۹۹۰ بیشترین محبوبیت را کسب کرده‌است. بسیاری از نوشته‌های قدیمی و شباهت‌های مختلف در میان مردم این دو کشور کشف شده‌است که احتمال اینکه کروات‌ها از قبایل ایرانی‌ها بوده‌اند را نشان می‌دهد.

## روابط دو کشور
حسن حبیبی، معاون رئیس‌جمهور وقت ایران، در سال ۱۹۹۵ از کرواسی بازدید کرد، در حالی که محمد خاتمی رئیس‌جمهور ایران در سال ۲۰۰۵ از زاگرب بازدید کرد. رئیس‌جمهور کرواسی، استیپن مسیچ، در سال ۲۰۰۱ در یک سفر سه روزه از ایران بازدید کرد. در سال ۲۰۰۸ رئیس‌جمهور ایران محمود احمدی‌نژاد روابط بین دو کشور را مورد ستایش قرار داده و گفت که با توجه به منشأ احتمالی ایرانی بودن کروات‌ها، آنها فرهنگ و تاریخ مشترکی دارند. وی همچنین به تقویت روابط بین دو کشور فراخوان داد. در خلال همان سال شرکت ملی نفت کرواسی آی‌ان‌آ (INA) فعالیت‌های خود را در استان اردبیل گسترش داد.
در اکتبر ۲۰۱۱ یک هیئت بلندپایه از مجلس ایران از کرواسی بازدید کرد و با رئیس‌جمهور کرواسی ایوو یوسیپوویچ و وزیر امور خارجه گوردان یونادروکوویچ ملاقات کرد.
رئیس پارلمان ایران، علی لاریجانی، با رئیس پارلمان کرواسی، جوزپ لکو در اکتبر ۲۰۱۳ ملاقات کرد. هر دو طرف تمایل خود را برای تقویت همکاری میان ایران و کرواسی در زمینه‌های اقتصاد، تجارت، فرهنگ، علوم، ورزش، کشاورزی، انرژی و همچنین به گسترش همکاری‌های پارلمانی تأکید کردند. لاریجانی گفت، «ایران و کرواسی روابط تاریخی دارند» در حالی که لکو اظهار داشت که «ایران و کرواسی روابط خود را بر پایه دوستی و تفاهم بنا کرده‌اند.»
یک هیئت نمایندگی از گروه دوستی پارلمانی کرواسی- ایران در مارس ۲۰۱۴ از تهران بازدید کردند و بر نیاز هر دو کشور به توسعه روابط تأکید کردند. قبل از این بازدید، رئیس‌جمهور کرواسی یوسیپوویچ اظهار داشت که کرواسی علاقه به گسترش روابط خود با ایران در زمینه‌های سیاسی، اقتصادی و فرهنگی دارد.
نماینده مجلس شورای اسلامی ایران، حسین شیخ الاسلام در اکتبر ۲۰۱۴ به دعوت ملادن نواک، رئیس گروه پارلمانی دوستی کرواسی- ایران از کرواسی بازدید کرد. این هیئت با وزیر امور خارجه کرواسی، وسنا پوویچ، و رئیس‌جمهور، ایوو یوسیپوویچ، و رئیس پارلمان جوزپ لکو ملاقات کرد.
در ژانویه ۲۰۱۵ وزیر امور خارجه کرواسی، وسنا پوویچ، از ایران بازدید کرد و در این بازدید وی با رئیس‌جمهور ایران، حسن روحانی، و معاون رئیس‌جمهور شهیندخت مولاوردی و معاون رئیس‌جمهور معصومه ابتکار، رئیس پارلمان علی لاریجانی و وزیر امور خارجه محمد جواد ظریف، ملاقات کرد. وزیر پوویچ در این دیدار که همزمان با مذاکرات توافق هسته ایران بود اظهار داشت که «این زمان برای تقویت روابط دوجانبه بین کرواسی و ایران مناسب می‌باشد». وی گفت که کرواسی به عنوان عضوی از اتحادیه اروپا قویاً از تلاشهای هر دو طرف در مذاکرات هسته‌ای ایران برای اطمینان به اتمام موفقیت‌آمیز مذاکرات پشتیبانی می‌کند. ظریف با اشاره به بازدید پوسیچ از ایران باعث تقویت روابط دوجانبه بین دو کشور شده و کرواسی برای ایران یک شریک مهم در اتحادیه اروپا می‌باشد. در طول سفر هیئت هر دو طرف به توافق رسیدند که در آینده‌ای نزدیک یک کمیسیون مشترک از کارشناسان اقتصادی تشکیل شود.
در آوریل ۲۰۱۶ حسن روحانی در نشست خبری با رئیس‌جمهور کرواسی، خانم کولیندا گرابار-کیتاروویچ، گفت، «کرواسی دروازه‌ای برای روابط ایران با اتحادیه اروپا می‌باشد». کولیندا نیز گفت، «در هیئت همراه من علاوه بر وزرا ۶۰ نماینده از ۶۰ شرکت کرواسی آمده‌اند و گفتگوهای امروز و همچنین گفتگوهای آتی‌مان با اتاق بازرگانی ایران در جهت گسترش روابط دو کشور و سرمایه‌گذاری بیشتر خواهد بود.»

## روابط اقتصادی
همکاری‌های اقتصادی بین دو کشور ایران و کروسی به دلیل تحریمهای علیه ایران پایین است. در سال ۲۰۱۲ کرواسی کالاهایی به ارزش ۲٫۹ میلیون دلار به ایران صادر کرد؛ و کالاهایی به ارزش ۲٫۱۹ میلیون دلار از ایران وارد کرد.
در ۲۲ مارس ۲۰۱۲ کرواسی و ۲۷ عضو دیگر اتحادیه اروپا واردات، خرید و حمل و نقل نفت خام و محصولات نفتی و پتروشیمی را ممنوع کردند. همچنین برای شرکتهای کرواسی هر گونه تأمین مالی، یا کمکهای مالی، بیمه یا تجدید بیمه در رابطه با واردات، خرید، یا حمل و نقل نفت خام و محصولات نفتی ایران ممنوع شد. علاوه بر این هر شهروند کرواسی که زیر پرچم کرواسی دریانوردی می‌کند، از خرید و فروش تجهیزاتی که می‌تواند مورد استفاده در صنایع نفتی در ایران باشد منع شد.
در سال ۲۰۱۰ مدیران اجرایی کارخانه تنباکوی رووینی با شرکت دخانیات ایران قراردادی برای ساخت یک شرکت مشترک تنباکو در ایران به امضا رساندند. این کارخانه در سال ۲۰۱۳ در شهر ساری راه اندازی شد و بزرگترین کارخانه تنباکو در خاورمیانه می‌باشد. سرمایه‌گذاری این کارخانه به ارزش ۳۰ میلیون یورو می‌باشد و ظرفیت کارخانه تولید ۶ میلیارد نخ سیگار در سال است.
در جریان بازدید هیئت ایرانی از کرواسی در اکتبر سال ۲۰۱۱، یک قرارداد دربارهٔ همکاری در کشتی سازی بین استان‌های کرمانشاه و خوزستان ایران با شهرستان اسپلیت دالماتسیا به امضا رسید. ایران با کارخانه کشتی سازی کرواسی در ریه کا قبلاً همکاری کرده بود. این قرار داد در نهایت به دلیل اعمال تحریم‌ها علیه ایران متوقف شد.
سفیر ایران در کرواسی، محمد طاهریان فرد، در مصاحبه با وچرنی لیست (یک روزنامه محافظه کار کرواسی که عصرها منتشر می‌شود) در آوریل ۲۰۱۵ گفت که دستورالعمل‌هایی برای تقویت همکاری سیاسی و فرهنگی و به‌طور خاص روابط اقتصادی را به‌طور مستقیم از حسن روحانی دریافت کرده‌است. همچنین وی اظهار داشت که طرح استراتژیک ایران این است که کرواسی را مرکز توزیع گاز ایران به بسیاری از کشورهای اروپایی بکند.
در ماه مه سال ۲۰۱۶، رئیس‌جمهور کرواسی، کولیندا گرابار- کیتاروویچ به ایران سفر کرد و یک توافقنامه همکاری اقتصادی به امضا رسانده بود.